# Estonie aux Jeux olympiques d'été de 2008
L'Estonie participe aux Jeux olympiques d'été de 2008 à Pékin.

## Liste des médaillés estoniens

### Médailles d'or
| Sport              | Discipline           | Sportifs    | Performance |
| Médailles d'or : 1 |                      |             |             |
| Athlétisme         | Lancer du disque (H) | Gerd Kanter | 67,79 m     |

### Médailles d'argent
| Sport                  | Discipline         | Sportifs                    | Performance |
| Médailles d'argent : 1 |                    |                             |             |
| Aviron                 | Deux de couple (H) | Tonu Endrekson Juri Jaanson |             |

### Médailles de bronze
| Sport                   | Discipline | Sportifs | Performance |
| Médailles de bronze : 0 |            |          |             |

## Athlètes estoniens par sports

### Athlétisme
Hommes
- Marathon
  - Pavel Loskutov

- 1500m
  - Tiidrek Nurme

- Lancer de disque
  - Gerd Kanter
  - Aleksander Tammert
  - Märt Israel

- Lancer de poids
  - Taavi Peetre

- Lancer de javelot
  - Mihkel Kukk

- Décathlon
  - Mikk Pahapill
  - Andres Raja

Femmes
- Saut en longueur
  - Ksenija Balta

- Triple saut
  - Kaire Leibak

- Saut en hauteur
  - Anna Iljuštšenko

- Lancer de javelot
  - Moonika Aava

- Heptathlon
  - Kaie Kand

#### Hommes
| Epreuve           | Athlète            | Séries     | Séries | Quarts de finale | Quarts de finale | Demi-finales | Demi-finales | Finale   | Finale        |
| Epreuve           | Athlète            | Résultat   | Rang   | Résultat         | Rang             | Résultat     | Rang         | Résultat | Rang          |
| ----------------- | ------------------ | ---------- | ------ | ---------------- | ---------------- | ------------ | ------------ | -------- | ------------- |
| 1 500 mètres      | Tidrek Nurme       | 3min 38.59 | 9e     | -                | -                | -            | -            | -        | -             |
| Lancer du poids   | Taavi Peetre       | 19,57m     | 13e    | -                | -                | -            | -            | -        | -             |
| Lancer du disque  | Märt Israel        | 61,98m     | 6e     | -                | -                | -            | -            | -        | -             |
| Lancer du disque  | Aleksander Tammert | 63,10m     | 6e Q   | NC               | NC               | NC           | NC           | 61,38m   | 12e           |
| Lancer du disque  | Gerd Kanter        | 64,66m     | 3e Q   | NC               | NC               | NC           | NC           | 68,82m   | Médaille d'or |
| Lancer du javelot | Mihkel Kukk        | 75,56m     | 10e    | -                | -                | -            | -            | -        | -             |
| Décathlon         | Andres Raja        | NC         | NC     | NC               | NC               | NC           | NC           | 8118 PTS | 13e           |
| Décathlon         | Mikk Pahapill      | NC         | NC     | NC               | NC               | NC           | NC           | 8178 PTS | 11e           |

#### Femmes
| Epreuve           | Athlète          | Séries   | Séries | Quarts de finale | Quarts de finale | Demi-finales | Demi-finales | Finale   | Finale |
| Epreuve           | Athlète          | Résultat | Rang   | Résultat         | Rang             | Résultat     | Rang         | Résultat | Rang   |
| ----------------- | ---------------- | -------- | ------ | ---------------- | ---------------- | ------------ | ------------ | -------- | ------ |
| Saut en longueur  | Ksenija Balta    | 6,38m    | 13e    | -                | -                | -            | -            | -        | -      |
| Triple saut       | Kaire Leibak     | 14,19m   | 6e Q   | NC               | NC               | NC           | NC           | 14,13m   | 7e     |
| Saut en hauteur   | Anna Iljuštšenko | 1,89m    | 12e    | -                | -                | -            | -            | -        | -      |
| Lancer du javelot | Moonika Aava     | 56,94m   | 12e    | -                | -                | -            | -            | -        | -      |
| Heptathlon        | Kaie Kand        | NC       | NC     | NC               | NC               | NC           | NC           | 5677     | 33e    |

### Aviron
| Athlète(s)       | Compétition      | Série         | Série | Quart de finale | Quart de finale | Demi-finale   | Demi-finale | Finale                 | Finale            |
| Athlète(s)       | Compétition      | Temps         | Rang  | Temps           | Rang            | Temps         | Rang        | Temps                  | Rang              |
| ---------------- | ---------------- | ------------- | ----- | --------------- | --------------- | ------------- | ----------- | ---------------------- | ----------------- |
| Andrei Jämsä     | Skiff            | 7 min 48 s 24 | 4e    | 7 min 05 s 48   | 4e              | 7 min 16 s 38 | 2e          | Finale C 7 min 19 s 60 | 5e                |
| Tõnu Endrekson   | Deux de couple   | 6 min 27 s 95 | 3e    | NC              | NC              | 6 min 21 s 11 | 2e          | Finale A 6 min 29 s 05 | Médaille d'argent |
| Jüri Jaanson     | Deux de couple   | 6 min 27 s 95 | 3e    | NC              | NC              | 6 min 21 s 11 | 2e          | Finale A 6 min 29 s 05 | Médaille d'argent |
| Equipe d'Estonie | Quatre de couple | 5 min 42 s 22 | 4e    | 6 min 01 s 46   | 1er             | 5 min 54 s 57 | 4e          | -                      | -                 |

### Badminton
Simples messieurs
- Raul Must
  - 1er tour :  Przemysław Wacha

Simples dames
- Kati Tolmoff
  - 1er tour :  Chloe Magee

#### Hommes
[modifier | modifier le code]
| Épreuve | Athlète   | 32éme de Finale         | 16éme de Finale | Huitième de Finale | Quarts de finale | Demi-finales | Finale/ 3e place |
| Épreuve | Athlète   | Résultats               | Résultat        | Résultat           | Résultat         | Résultat     | Résultat         |
| ------- | --------- | ----------------------- | --------------- | ------------------ | ---------------- | ------------ | ---------------- |
| Simple  | Raul Must | Wacha 0-2 (14/21-15/21) | -               | -                  | -                | -            | -                |

### Cyclisme

#### Piste
- Daniel Novikov

| Athlète        | Compétition   | Qualification        | Qualification | 1/16 de finale (Repêchage)      | 1/8 de finale (Repêchage)       | Quart de finale                 | Demi-finale                     | Finale                          | Finale |
| Athlète        | Compétition   | Temps Vitesse (km/h) | Rang          | Adversaire Temps Vitesse (km/h) | Adversaire Temps Vitesse (km/h) | Adversaire Temps Vitesse (km/h) | Adversaire Temps Vitesse (km/h) | Adversaire Temps Vitesse (km/h) | Rang   |
| -------------- | ------------- | -------------------- | ------------- | ------------------------------- | ------------------------------- | ------------------------------- | ------------------------------- | ------------------------------- | ------ |
| Daniel Novikov | Sprint hommes | 11 s 187             | 21e           | -                               | -                               | -                               | -                               | -                               | -      |

#### Route
Hommes
- Rein Taaramäe
- Tanel Kangert

Femmes
- Grete Treier

| Athlète       | Compétition      | Temps         | Rang |
| ------------- | ---------------- | ------------- | ---- |
| Rein Taaramäe | Course en ligne  | 6 h 30 min 49 | 47e  |
| Tanel Kangert | Course en ligne  | 6 h 36 min 48 | 68e  |
| Rein Taaramäe | Contre-la-montre | 1 h 05 min 47 | 16e  |

### Escrime
Épée messieurs
- Nikolai Novosjolov

| Athlète            | Compétition                 | 1/32 de finale           | 1/16 de finale        | 1/8 de finale    | Quarts de finale | Demi-finales     | Match pour la médaille de bronze Matchs de classement 5-8 | Match pour la médaille de bronze Matchs de classement 5-8 | Finale           | Finale |
| Athlète            | Compétition                 | Adversaire Score         | Adversaire Score      | Adversaire Score | Adversaire Score | Adversaire Score | Adversaire Score                                          | Rang                                                      | Adversaire Score | Rang   |
| ------------------ | --------------------------- | ------------------------ | --------------------- | ---------------- | ---------------- | ---------------- | --------------------------------------------------------- | --------------------------------------------------------- | ---------------- | ------ |
| Nikolai Novosjolov | Épée masculine individuelle | Nabil (en) Victoire 15-8 | Jeannet Défaite 14-15 | -                | -                | -                | -                                                         | -                                                         | -                | -      |

### Gymnastique rythmique
- Irina Kikkas

### Judo
Hommes
- Martin Padar (+100 kg)

### Aviron
Hommes
- Andrei Jämsä
- Jüri Jaanson & Tõnu Endrekson
- Allar Raja, Igor Kuzmin, Vladimir Latin & Kaspar Taimsoo

### Voile
Hommes
- Deniss Karpak (Laser)
- Johannes Ahun (Neil Pryde RS:X sailboard)

### Tir
Hommes
- Andrei Inešin (Skeet)

### Natation
Hommes
- 50m libre
  - Miko Mälberg

- 100m libre
  - Danil Haustov

- 200m libre
  - Vladimir Sidorkin

- 100m brasse
  - Martti Aljand

- 200m brasse
  - Martti Aljand

- 200m dos
  - Andres Olvik

- 200m quatre nages
  - Martin Liivamägi

Femmes
- 50m libre
  - Triin Aljand

- 100m libre
  - Triin Aljand

- 200m libre
  - Elina Partõka

- 100m papillon
  - Triin Aljand

- 400m quatre nages
  - Anna-Liisa Põld

### Tennis
Femmes
- Simples
  - Kaia Kanepi
- Doubles
  - Kaia Kanepi - Maret Ani

### Triathlon
Hommes
- Marko Albert

### Beach Volleyball
Hommes
- Kristjan Kais – Rivo Vesik

| Rg | Équipe                 | Points | Gagné | Perdu | SG | SP | RATIO | PG  | PP  | RATIO |
| -- | ---------------------- | ------ | ----- | ----- | -- | -- | ----- | --- | --- | ----- |
| 1  | Xu - Wu (CHN)          | 6      | 3     | 0     | 6  | 1  | 6.000 | 135 | 104 | 1.298 |
| 2  | Herrera - Mesa (ESP)   | 5      | 2     | 1     | 4  | 2  | 2.000 | 114 | 107 | 1.065 |
| 3  | Gosch - Horst (AUT)    | 4      | 1     | 2     | 2  | 5  | 0.400 | 111 | 133 | 0.835 |
| 4  | Kais Kr. - Vesik (EST) | 3      | 0     | 3     | 2  | 6  | 0.333 | 133 | 149 | 0.893 |